# Ejo Faculae
L'Ejo Facula è una struttura geologica della superficie di Mercurio.